# NGC 7667
NGC 7667 é uma galáxia espiral (Sm) localizada na direcção da constelação de Pisces. Possui uma declinação de -00° 06' 31" e uma ascensão recta de 23 horas, 24 minutos e 23,1 segundos.